# Zmarzła Przełęcz
Zmarzła Przełęcz (niem. Zmarzla Scharte, słow. Zmrzlé sedlo, węg. Fagyott-tavi-csorba) – położona na wysokości 2123 m (według wcześniejszych pomiarów 2126 m) przełęcz w długiej wschodniej grani Świnicy, w polskich Tatrach Wysokich. Oddziela Zmarzłe Czuby w masywie Małego Koziego Wierchu od Zamarłej Turni (2179 m). Jest to szeroka przełęcz o dwóch siodłach. We wschodnim znajduje się charakterystyczna skała w kształcie maczugi o wysokości 3 m, nazywana popularnie przez turystów i taterników „chłopkiem” i systematycznie podpierana przez nich zapałkami i patykami. Chłopkami w gwarze podhalańskiej nazywa się turniczki z oddali przypominające postać ludzką.
Południowe stoki spod przełęczy opadają do Dolinki Pustej, północne do Dolinki Koziej. Przełęcz ta jest najgłębsza w całym grzbiecie oddzielającym Dolinę Gąsienicową od Doliny Pięciu Stawów Polskich, jednak nie jest wykorzystywana jako przejście między tymi dolinami, gdyż do Pustej Dolinki opada stromym urwiskiem.
Nazwa przełęczy pochodzi od znajdującego się pod nią Zmarzłego Stawu Gąsienicowego. Z rzadkich roślin w rejonie przełęczy występuje ukwap karpacki – gatunek w Polsce występujący tylko w Tatrach i to na nielicznych stanowiskach.
Przez Zmarzłą Przełęcz prowadzi szlak turystyczny Orla Perć. Przejście pomiędzy obydwoma siodłami przełęczy oraz wejście z przełęczy na Zmarzłe Czuby ubezpieczone jest łańcuchami. Do 2012 r. miały tutaj miejsce 3 wypadki śmiertelne.
Pierwsze odnotowane wejścia:
- latem – Jakub Krotowski-Krauthofer z góralem Janem Parą na początku sierpnia 1842 r. – omyłkowo, droga miała bowiem prowadzić na Zawrat[3].
- zimą – Józef Lesiecki, Leon Loria, Mariusz Zaruski, Stanisław Zdyb (podczas przejścia Orlej Perci) 1 kwietnia 1911 r.[7]

Panorama ze Zmarzłej Przełęczy nie jest zbyt szeroka, ale oryginalna. Szczególnie ciekawie wyglądają stąd południowe stoki Zamarłej Turni.

## Szlaki turystyczne
– przez przełęcz przebiega znakowana czerwono Orla Perć z przełęczy Zawrat na Krzyżne (na odcinku Zawrat – Kozi Wierch od lipca 2007 r. ruch odbywa się wyłącznie w kierunku wschodnim z Zawratu w kierunku Koziego Wierchu). Czas przejścia z Zawratu na Kozi Wierch: 2:50 h.

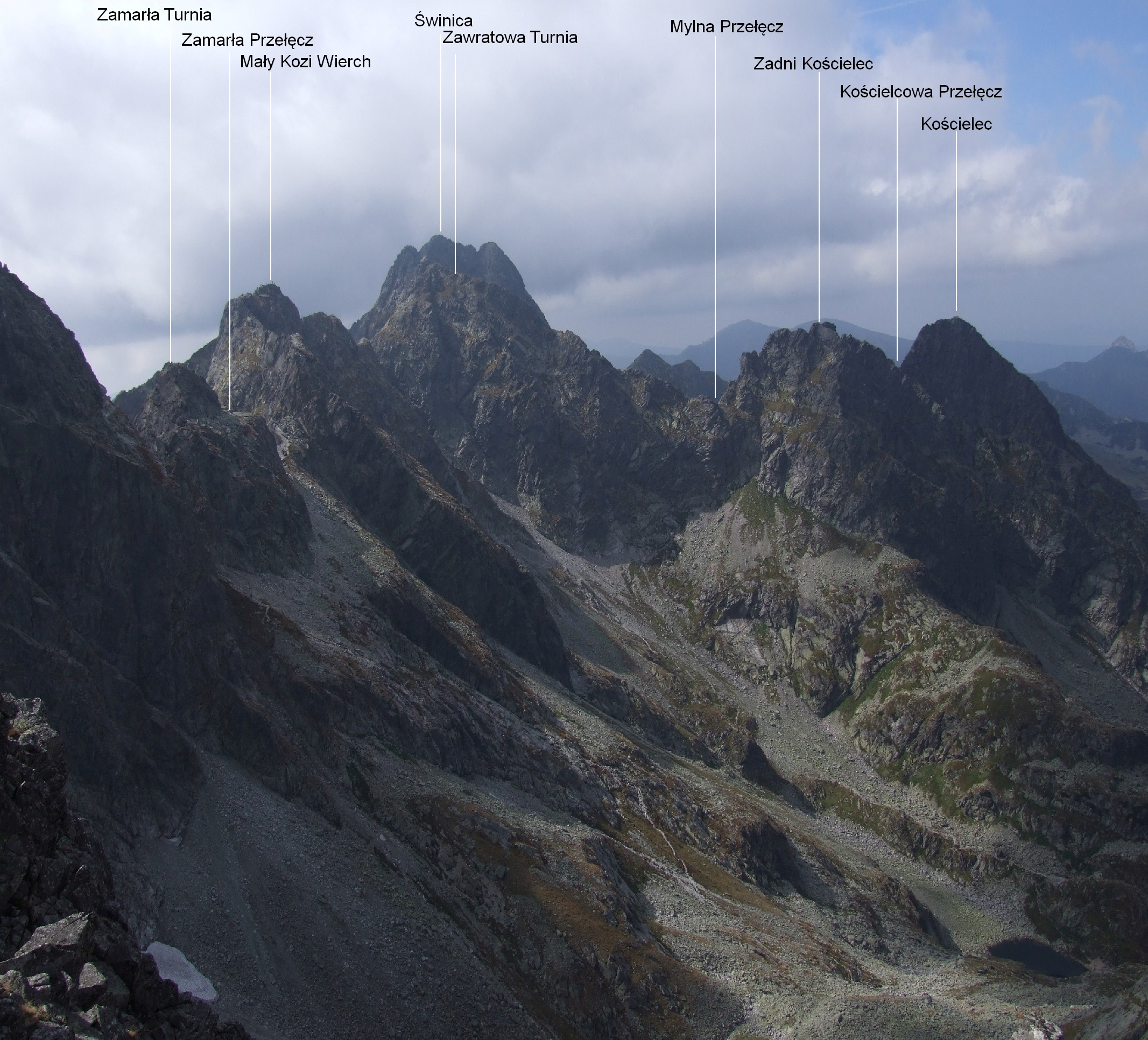
Widok z Orlej Perci
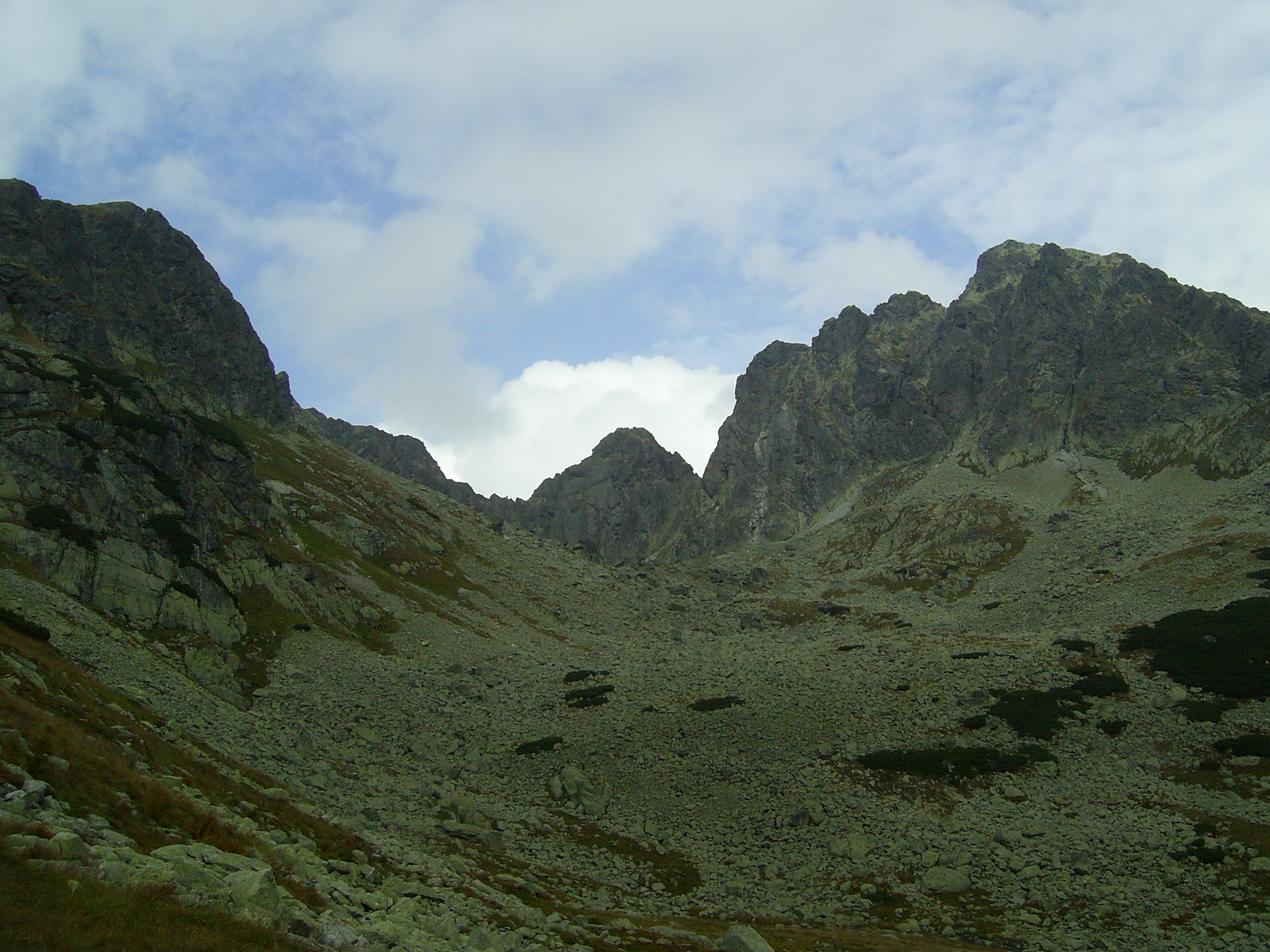
Zmarzła Przełęcz, Zamarła Turnia, Kozie Czuby i Kozi Wierch od strony południowej
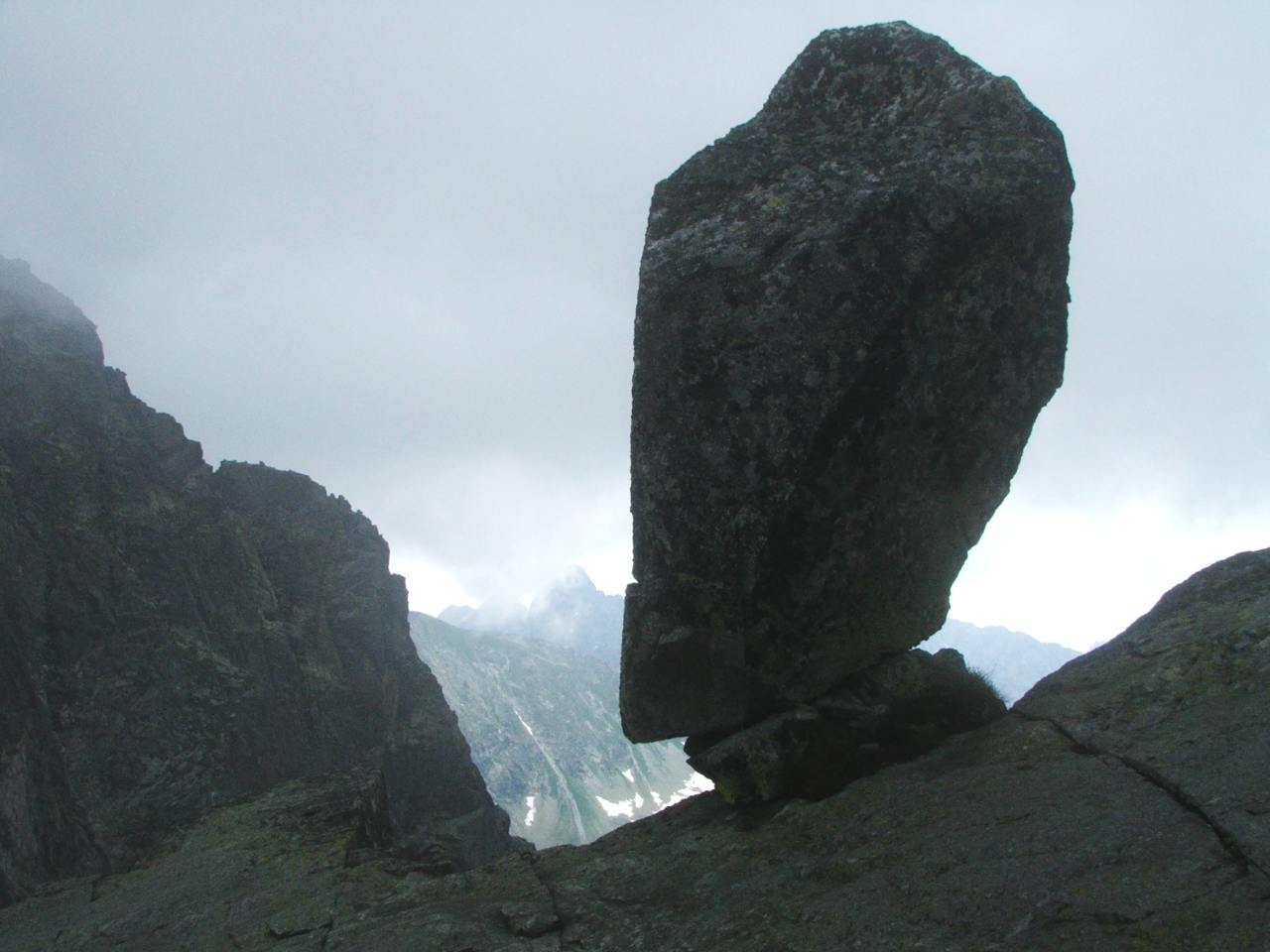
„Chłopek” we wschodnim siodle Zmarzłej Przełęczy
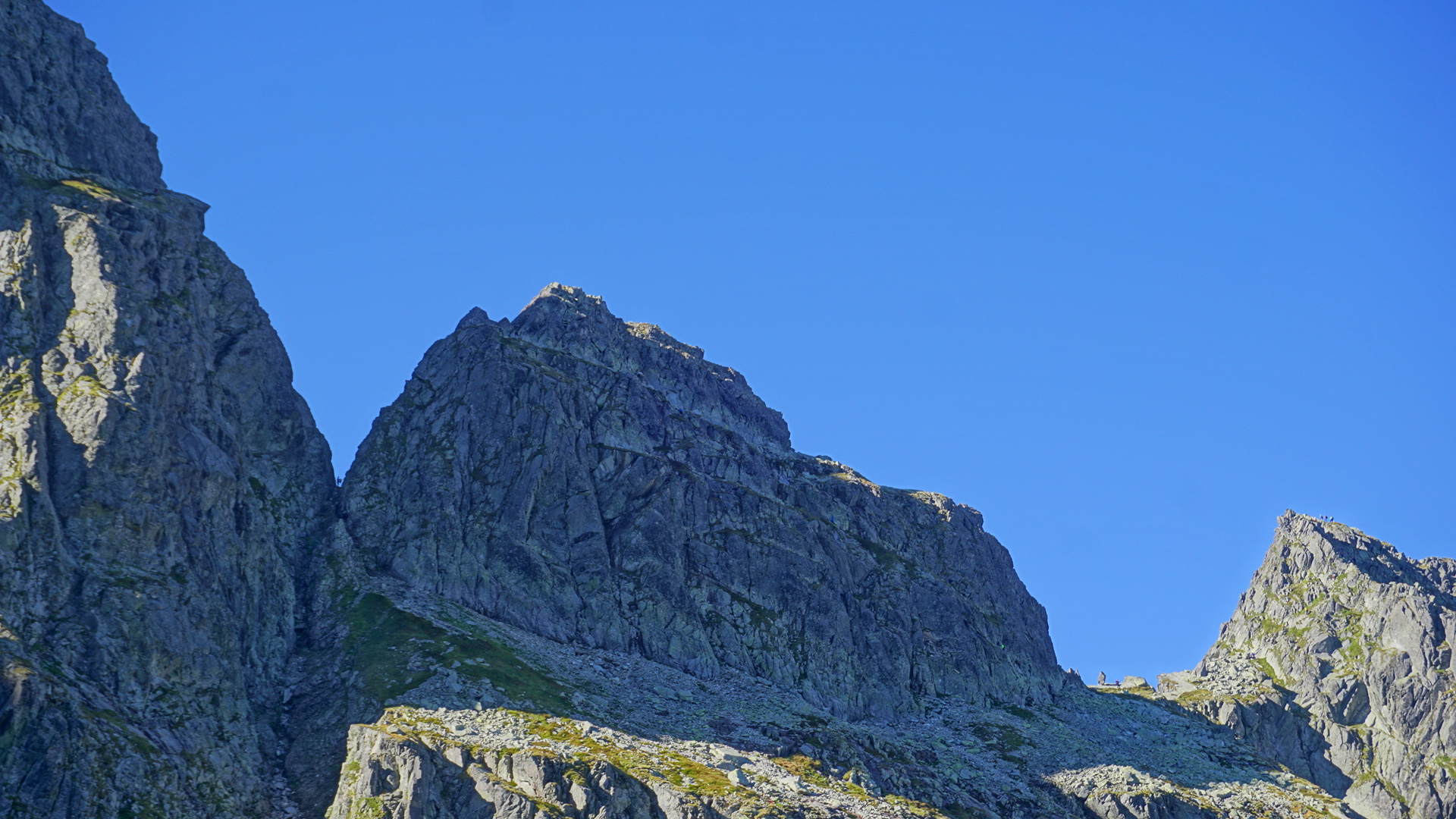
Zmarzła Przełęcz (po prawej) widziana z Koziej Dolinki